# مجمع الأمثال
مَجْمَعُ الأَمْثَالِ هو كتاب من تأليف أبي الفضل أحمد بن محمد النيسابوري المعروف بالميداني، ويعتبر هذا الكتاب مرجعاً في الأمثال العربية القديمة،
عدد صفحاته لا يقل عن ألفى صفحة مقسمة على ثلاثين بابا، حافلة بروايات وأشعار وأمثال العرب في الجاهلية وفي الإسلام، يحكى أن الزمخشري بعدما ألف المستقصى في أمثال العرب وقع له هذا الكتاب فأطال نظره فيه وأعجبه جدا ويقال إنه ندم على تأليفه المستقصى لكونه دون مجمع الأمثال في حسن التأليف والوضع وبسط العبارة وكثرة الفوائد.

## وصلات خارجية
- قراءة مجمع الأمثال